# ريتشارد مارليس
ريتشارد دونالد مارليس (بالإنجليزية: Richard Donald Marles)‏ (من مواليد 13 يوليو 1967) سياسي أسترالي يشغل منصب وزير الدفاع ونائب رئيس وزراء أستراليا حاليا. شغل منصب نائب زعيم حزب العمل منذ عام 2019 وشغل سابقًا منصب نائب زعيم المعارضة. عمل مارليس كعضو في البرلمان الأسترالي منذ انتخابات عام 2007.